# Robert Clary
Pour les articles homonymes, voir Clary.
Robert Clary, nom de scène de Robert Max Widerman, né le 1er mars 1926 dans le 12e arrondissement de Paris et mort le 16 novembre 2022 à Los Angeles, est un chanteur et acteur français, survivant de la Shoah.

## Biographie
Robert Widerman né dans le 12e arrondissement de Paris le 1er mars 1926, de Moishe (Moszek) Widerman, tailleur, et de Baila (Bajla) Widerman, tous deux d’origine juive polonaise. Son père Moszek Widerman est né le 11 décembre 1874 à Nadarzyn, et sa mère Bajla Widerman est née Stullman le 1er janvier 1886 à Przytyk.
Robert Widerman était le plus jeune des 14 enfants de sa famille venue s’installer définitivement à Paris en 1923. La famille habite dans le bâtiment construit en 1926 par la Fondation Fernand Halphen au 10 rue des Deux-Ponts, dans le 4e arrondissement de Paris. Robert y passe une enfance joyeuse. À 12 ans, repéré par un chasseur de talent, il commence une carrière de chanteur professionnel à la radio et étudie l'art.

### Déportation
En tant que Juifs, six membres de la famille Widerman sont déportés lors de la Seconde Guerre mondiale : quatre par le convoi no 37, du 25 septembre 1942, de Drancy vers Auschwitz : son père, Moszek Widerman (68 ans), sa mère, Bajla Widerman (56 ans), son oncle Jankiel Widerman (65 ans), né le 1er janvier 1877 à Nadarzyn en Pologne, et lui-même  (16 ans). Hélène Widerman (22 ans), née le 24 juin 1920 à Varsovie est déportée par le convoi no 34, en date du 18 septembre 1942 de Drancy vers Auschwitz. Hersz Widerman (31 ans), né le 20 juillet 1910 à Varsovie en Pologne est déporté par le convoi no 4, en date du 25 juin 1942, de Pithiviers vers Auschwitz. Arrivés à Auschwitz, ses deux parents sont conduits directement dans les chambres à gaz où ils sont assassinés.
Âgé de 16 ans, Robert Widerman est raflé par la police française et déporté le 25 septembre 1942 de Drancy par le convoi no 37 à destination d’Auschwitz-Birkenau. Il fait partie des 209 hommes de 16 à 45 ans sélectionnés en gare de Cosel pour le travail forcé. Il reste pendant trois semaines au camp d’Ottmuth avant d’être transféré au camp de Blechhammer où il reçoit, en 1944, le matricule A-5714 qui lui est tatoué sur l’avant-bras gauche. Il est réquisitionné pour chanter tous les dimanches devant des soldats allemands, afin de les divertir.
L’avancée des Alliés et l’évacuation, en janvier 1945, des camps dépendants du complexe d’Auschwitz-Birkenau, le mènent, au cours des marches de la mort (Shoah) au camp de Gross-Rosen puis au camp de Buchenwald, matricule 125 603.

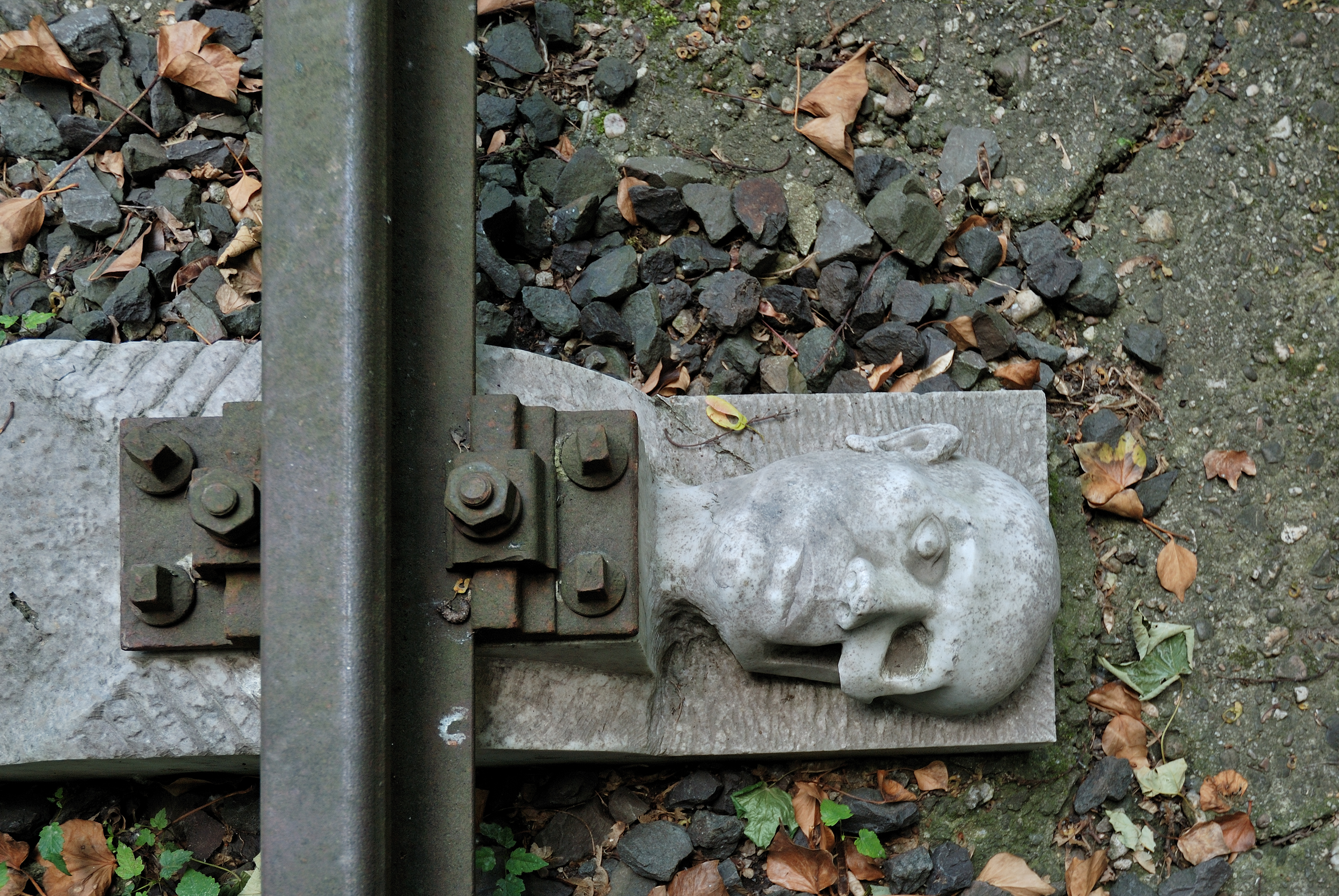
Mémorial au sous-camp de Buchenwald.

Il témoigne à propos de cette expérience : 
« Nous n'étions même pas des êtres humains. Arrivés à Buchenwald, les SS nous ont poussés dans une salle de douche pour y passer la nuit. J'avais entendu les rumeurs sur les pommeaux de douche factices qui étaient des jets de gaz. J'ai pensé, « Ça y est ». Mais non, c'était juste un endroit pour dormir. Les huit premiers jours là-bas, les Allemands nous ont gardés sans une miette à manger. Nous nous accrochions à la vie par nos tripes pures, dormant les uns sur les autres, nous réveillant chaque matin pour trouver un nouveau cadavre à côté de toi. ... Toute l'expérience a été un cauchemar total - la façon dont ils nous ont traités, ce que nous avons dû faire pour survivre. Nous étions moins que des animaux. Parfois, je rêve de ces jours. Je me réveille en sueur, terrifié par la peur d'être envoyé dans un camp de concentration, mais je ne garde pas rancune parce que c'est une grande perte de temps. Oui, il y a quelque chose de sombre dans l'âme humaine. Pour la plupart, les êtres humains ne sont pas très gentils. C'est pourquoi, lorsque vous trouvez ceux qui le sont, vous les chérissez ».
Il est libéré de Buchenwald par les Américains le 11 avril 1945 : « Les détenus se serraient dans les bras, sautaient, dansaient, pleuraient de joie (…). Ceux qui étaient trop malades ou trop faibles se contentaient de sourire (…). Il était difficile de croire que ce jour était enfin arrivé, que nos misères allaient prendre fin, que nous avions survécu ».
Il est quasiment le seul survivant de sa famille proche dont douze membres ont été envoyés au camp d'extermination d'Auschwitz.

### Après la guerre

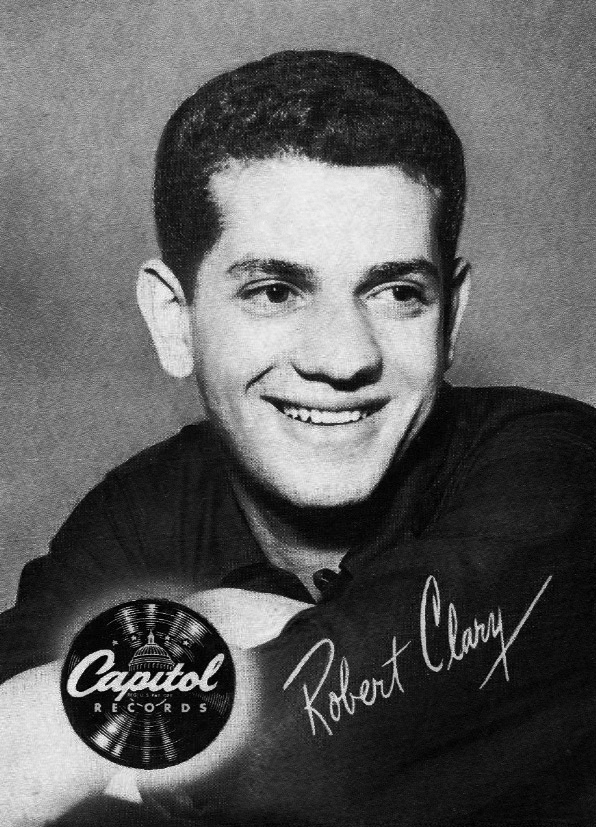
Publicité par Capitol Records (vers 1950).

À son retour à Paris après la guerre, Robert Clary apprend que trois de ses treize frères et sœurs n'ont pas été déportés et ont survécu à l'occupation nazie de la France.
Il redevient chanteur d'orchestre dans un dancing. Remarqué par le musicien Harry Bluestone de Standard Radio Transcriptions, il enregistre un premier disque en 1948 qui rencontre également le succès aux États-Unis. Il signe alors chez Capitol Records. Il part s'installer aux États-Unis en octobre 1949. À l'époque, il ne parle pas un mot d’anglais et apprend l’intégralité de ses chansons en phonétique.
L'une des premières apparitions américaines de Clary est un sketch comique en français sur The Ed Wynn Show en 1950. Clary rencontre ensuite Merv Griffin et Eddie Cantor. Pendant 15 ans, il est le meilleur ami de la fille de Cantor, Natalie Cantor Metzger qu'il épouse en 1965. Le couple reste uni jusqu'à la mort de Natalie en 1997.
Au milieu des années 1950, Clary apparaît dans la première sitcom de NBC, The Martha Raye Show, et dans la série d'anthologies dramatiques de CBS, Appointment with Adventure.
Les compétences comiques de Robert Clary sont rapidement reconnues par Broadway où il effectue une belle carrière. Il apparaît dans plusieurs comédies musicales populaires, dont New Faces of 1952, qui est adapté en film en 1954. En 1952, il apparaît dans le film Thief of Damascus où il joue Aladin, mettant également en vedette Paul Henreid et Lon Chaney, Jr. En 1958, il joue dans l'émission The Gisele MacKenzie Show de la NBC. Il joue également dans la renaissance des couleurs de The Munsters, The Munsters Today, en 1989.

#### Papa Schultz

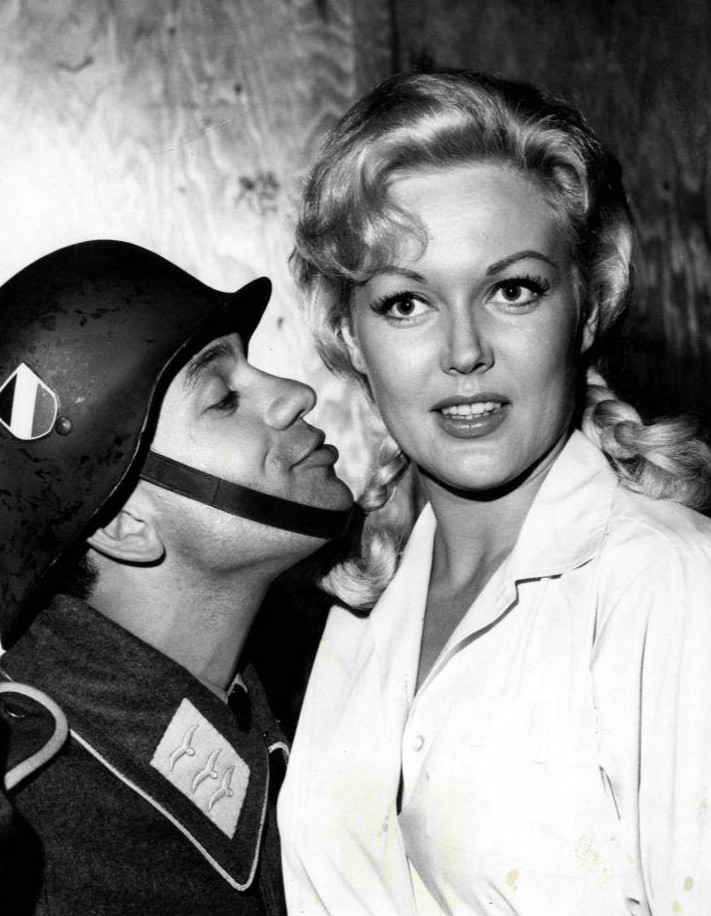
Robert Clary dans la série Papa Schultz.

En 1965, du haut de son 1,55 mètre, Robert Clary obtient le rôle qui lui procure une célébrité internationale, celui du Caporal Louis LeBeau (un prisonnier français) dans la série télévisée Papa Schultz (Hogan's Heroes) de Bernard Fein et Albert S. Ruddy. Elle comporte six saisons, 168 épisodes de 25 minutes, diffusés de 1965 à 1971 sur CBS, qui racontent les aventures loufoques de prisonniers alliés détenus au stalag 13 pendant la Seconde Guerre Mondiale. En France, la série s'intitule Stalag 13 et passe sur Canal + à partir de 1987 puis sur la chaine M6, en 1991, sous le nom de Papa Schultz.
  

La série se déroulant dans un camp de prisonniers de guerre allemand pendant la guerre, et Clary jouant un prisonnier de guerre français, membre d'une unité de sabotage alliée opérant depuis l'intérieur du camp, il est interrogé souvent sur les parallèles pouvant exister entre l'incarcération de LeBeau et la sienne. Il déclare que même si les conditions de vie dans un stalag étaient terribles, cela n’avait rien à voir avec l’expérience concentrationnaire, :  
« Le Stalag 13 n'est pas un camp de concentration ; c'est un camp de prisonniers de guerre, et il y a un monde de différence. Vous n'avez jamais entendu parler d'un prisonnier de guerre gazé ou pendu. Quand dans le spectacle à l'antenne, on m'a demandé si j'avais des scrupules à faire une série comique sur les nazis et les camps de concentration, j'ai dû expliquer qu'il s'agissait de prisonniers de guerre dans un stalag, pas dans un camp de concentration, et bien que je n'aie pas voulu diminuer ce que les soldats ont enduré pendant leurs internements, c'était comme la nuit et le jour de ce que les gens ont enduré dans les camps de concentration ». 
Après l'arrêt de la série Papa Schultz en 1971, Robert Clary maintient des liens étroits avec les autres membres de la distribution : Werner Klemperer, John Banner ou Leon Askin, dont la vie a également été affectée par la Shoah.
Robert Clary adore être dans le show-business : « pour moi, c'était comme respirer », dit-il.

#### Autres rôles
En 1975, Robert Clary joue le rôle de Joseph Spähdans, un passager réel, dans le film The Hindenburg qui décrit un complot fictif pour faire exploser le ballon dirigeable allemand après son arrivée à la base aérienne navale de Lakehurst.
Robert Clary apparaît dans plusieurs longs métrages sur des thèmes de la Seconde Guerre mondiale, y compris le film pour la télévision Remembrance of Love où il joue son propre rôle, en compagnie de Kirk Douglas, en 1982. On le voit également dans les feuilletons Days of Our Lives (Des jours et des vies), The Young and the Restless (Les Feux de l'amour) et The Bold and the Beautiful (Amour, Gloire et Beauté).
Il continue de s'illustrer sur scène et à la télévision jusqu'à la fin des années 1990.

### Autres activités
En 1980, Robert Clary qui continue à en faire des cauchemars ressent le besoin de parler de son expérience pendant la guerre : « Pendant 36 ans, j'ai gardé ces souvenirs de la guerre enfermés en moi. Mais ceux qui tentent de nier l'Holocauste, mes souffrances et les souffrances de millions d'autres m'ont forcé à parler ». Un documentaire de 1985 pour PBS intitulé « Robert Clary A-5714, A Memoir of Liberation » suit cette prise de conscience. Il prend également la parole publiquement dans le programme de sensibilisation de renommée nationale du Simon Wiesenthal Center. Il est ensuite l'hôte de sa propre émission de télévision par câble, qui attire de grandes stars comme Carl Reiner et Mel Brooks.
Il passe plusieurs années à visiter le Canada et les États-Unis, donnant des conférences dans les écoles et autres lieux en tant que témoin de la Shoah,.
Il est peintre réaliste, peignant à partir de photographies qu'il prend lors de ses voyages.
En 2001, il publie son autobiographie De l'Holocauste à Papa Schultz (Hogan's Heroes).
Il vit pendant des décennies à  Beverly Hills dans une maison de style ranch dont la cour arrière est transformée en jardin parisien,.

### Mort
Robert Clary meurt le 16 novembre 2022 à Los Angeles à l'âge de 96 ans.

## Filmographie partielle

### Cinéma
- 1951 : Dix de la légion de Willis Goldbeck : Mossul
- 1952 : La Revanche d'Ali Baba de Will Jason (en) : Aladdin
- 1963 : La Fille à la casquette (A New Kind of Love) de Melville Shavelson : le français au restaurant
- 1975 : L'Odyssée du Hindenburg (The Hindenburg) de Robert Wise : Joseph Spah
- 1975 : The Legendary Curse of the Hope Diamond de Delbert Mann : Louis XVI
- 1982 : Remembrance of Love (en) de Jack Smight : lui-même

### Séries télévisées
- 1965 à 1971 : Papa Schultz (Hogan's heroes) : Caporal Louis Lebeau
- 1969 : Le Grand Chaparral : Lucien Charot
- 1973 à 1979 : Les Feux de l'amour : Pierre, le patron du restaurant
- 1972-1973, 1975-1980, 1981-1983, 1986-1987 : Des jours et des vies :  Robert LeClair
- 1978 : L'Île fantastique : Ipsy Dauphin
- 1984 : Masquerade : Eduard Dadier
- 1989 : Les nouveaux monstres sont arrivés : Louis Schechter
- 1990 - 1991 : Amour, Gloire et Beauté : Pierre Jourdan

## Publication
- (en-US) From the Holocaust to Hogan’s Heroes. The Autobiography of Robert Clary, Madison Books, Lanham, New York, 2001,  (ISBN 1-56833-228-9).